# Central Español
A Central Español Fútbol Club, röviden Central Español Montevideóban, 1905-ben alapított labdarúgócsapat. Az egyik legidősebb labdarúgó egyesület Uruguayban.

## Sikerlista

### Hazai
- 1-szeres uruguayi bajnok: 1984

## Játékoskeret
2014. július 24-től
| #  |         | Poszt | Név                 |
| -- | ------- | ----- | ------------------- |
| 1  | Uruguay | K     | Ignacio de León     |
| 2  | Uruguay | V     | Rodrigo Sanguinetti |
| 4  | Uruguay | KP    | Andrés Rotundo      |
| 5  | Uruguay | KP    | Guillermo Firpo     |
| 6  | Uruguay | V     | Joaquín Burutarán   |
| 7  | Uruguay | KP    | Santiago Correa     |
| 8  | Uruguay | KP    | Ronald Ramirez      |
| 9  | Uruguay | CS    | Diego Silva         |
| 10 | Uruguay | KP    | William Klingender  |
| 11 | Uruguay | CS    | Octavio Rivero      |
| 12 | Uruguay | K     | Sebastián Fuentes   |
| 13 | Uruguay | V     | Charles Zoryez      |
| 14 | Uruguay | KP    | Santiago Correa     |
| 15 | Uruguay | V     | Pablo Pereira       |
| 16 | Uruguay | KP    | Rafael Aliberti     |
| 17 | Uruguay | V     | Javier Tetes        |

| #  |           | Poszt | Név                                       |
| -- | --------- | ----- | ----------------------------------------- |
| 18 | Uruguay   | KP    | Sergio Pérez                              |
| 19 | Argentína | KP    | Jorge Artigas                             |
| 20 | Uruguay   | KP    | Ignacio Rivero                            |
| 21 | Uruguay   | CS    | Sebastián Sosa (kölcsönben a Palermótól)  |
| 22 | Uruguay   | V     | Marcelo Rodriguez                         |
| 23 | Uruguay   | V     | Matías Lazo                               |
| 24 | Uruguay   | V     | Mauricio Rosa                             |
| 25 | Brazília  | CS    | Wanderson                                 |
| 26 | Uruguay   | KP    | Christian Pérez                           |
| 27 | Uruguay   | KP    | Emiliano Fernández                        |
| 28 | Uruguay   | KP    | Álvaro Brum                               |
| 30 | Uruguay   | V     | Andrés Fernández                          |
|    | Uruguay   | K     | Matías Porcal                             |
|    | Brazília  | KP    | Pablo Valím                               |
|    | Uruguay   | CS    | Juan San Martín (kölcsönben a Benficától) |